# Ion Faltis
Ion Faltis (1858 - 1936) a fost un farmacist ceh stabilit la Brăila. Acesta a inventat noi mecanisme care au înlesnit producția de medicamente  și a colaborat cu o serie de publicații de specialitate din țară și de peste hotare. În 1890 a deschis la Brăila, orașul său adoptiv, Farmacia Faltis care îi poartă numele, activă și în zilele noastre (mai 2011).
Faltis a a avut o bogată activitate culturală concretizată prin corespondențe pentru diverse ziare („Timpul“, „Universul“) și prin înființarea la Brăila a Societății de Cântări „Veselia“ și a societății muzicale „Internaționala“.